# فيدار

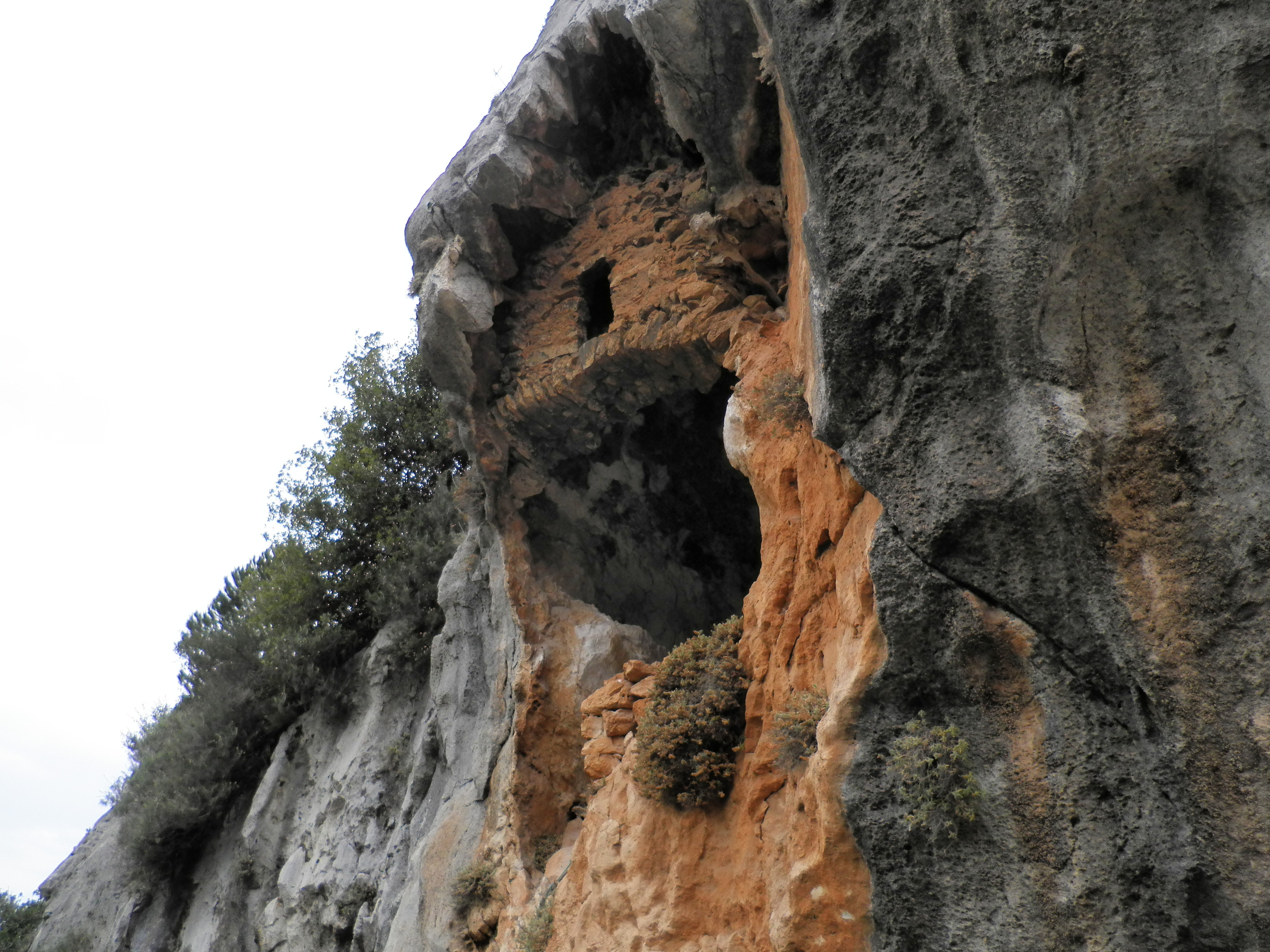
قرية فيدار في لبنان

فيدار هي إحدى القرى اللبنانية من قرى قضاء جبيل في محافظة جبل لبنان.